# Пьянков, Николай Алексеевич
Николай Алексеевич Пьянков (12 ноября 1922, дер. Мокрецово, Северо-Двинская губерния — 29 января 1999, Алексеевка, Белгородская область) — советский военный. Участник Великой Отечественной войны. Герой Советского Союза (1945). Майор.

## Биография
Николай Алексеевич Пьянков родился 12 ноября 1922 года в деревне Мокрецово Никольского уезда Северо-Двинской губернии РСФСР (ныне деревня Никольского района Вологодской области Российской Федерации) в крестьянской семье. Русский. Окончил десять классов средней школы в Никольске. В июле 1941 года Никольским районным военкоматом Вологодской области Н. А. Пьянков был призван в ряды Рабоче-крестьянской Красной Армии. Николай Алексеевич высказал желание стать лётчиком, но был направлен в Архангельск, где в эвакуации находилось Борисовское военно-инженерное училище.
Пройдя ускоренный курс обучения, в ноябре 1941 года младший лейтенант Н. А. Пьянков был направлен в 12-ю сапёрную бригаду, которая в том же месяце была передана из состава 5-й сапёрной армии в 7-ю. До февраля 1942 года сапёрный взвод младшего лейтенанта Пьянкова в составе своей бригады работал в глубоком тылу на строительстве оборонительных укреплений в Саратовской и Сталинградской областях. Затем 7-я сапёрная армия выдвинулась в прифронтовую полосу и возводила оборонительную линию на реке Оскол. В июне 1942 года Николай Алексеевич работал на строительстве оборонительных рубежей на Дону в Ростовской области. Боевое крещение младший лейтенант Н. А. Пьянков принял на Юго-Западном фронте в июне 1942 года во время Воронежско-Ворошиловградской оборонительной операции. 12 июня 1942 года Юго-Западный фронт был расформирован, а на базе его полевого управления был образован Сталинградский фронт. 7-я сапёрная армия была переброшена под Сталинград и участвовала в строительстве второго оборонительного обвода города. С августа 1942 года Николай Алексеевич принимал непосредственное участие в Сталинградской битве.
В сентябре 1942 года 7-я сапёрная армия была расформирована, а 12-я сапёрная бригада перешла в прямое подчинение Сталинградского фронта. Осенью 1942 года бригада была переформирована в 5-ю инженерно-минную бригаду Резерва Главного Командования и 9 декабря 1942 года придана 5-й ударной армии Сталинградского фронта 2-го формирования. Командуя взводом 108-го инженерно-минного батальона бригады, младший лейтенант Н. А. Пьянков отличился в Котельниковской операции при разгроме тормосинской группировки противника и последующих боях за плацдарм на правом берегу Дона. В ходе наступательных действий 5-й ударной армии взвод младшего лейтенанта Пьянкова осуществлял инженерное сопровождение частей 258-й стрелковой дивизии в районе Нижне-Чирская — Тормосин. Действуя впереди основных сил дивизии, бойцы Пьянкова производили инженерную разведку местности и проделывали проходы в инженерных заграждениях немцев, вели диверсионную работу на их коммуникациях. За период с 9 декабря 1942 года по 10 января 1943 года ими было обнаружено 14 минных полей, снято 457 противотанковых и противопехотных мин. В районе хутора Алешкин Николай Алексеевич с группой разведчиков-сапёров устроил засаду, в которую угодил немецкий обоз. В результате боя сапёрами была захвачена часть обоза и 12 пленных. Когда в районе хутора Россошанский части дивизии попали в оперативное окружение, взвод младшего лейтенанта Пьянкова действовал смело и решительно, активной обороной нанеся значительный урон врагу в живой силе. Николай Алексеевич был трижды ранен, но оставался в строю до окончания боя и был эвакуирован в тыл только по приказу командира роты.
Весной 1943 года бригада, в которой служил Н. А. Пьянков, находилась в составе Сталинградской группы войск. В конце мая она была переброшена на Воронежский фронт и 2 июня переименована в 5-ю инженерную сапёрную бригаду РГК. В ходе Курской стратегической оборонительной операции части бригады занимали позиции в полосе обороны 48-го стрелкового корпуса 69-й армии севернее Белгорода на второй линии обороны. Прикрывая флаги и стыки стрелковых соединений и танкоопасные направления, подразделения бригады с 6 по 16 июля 1943 года сражались на южном фасе Курской дуги сначала в районе посёлка Гостищево, затем на рубеже Шахово — Ржавец. Измотав противника в боях части Воронежского фронта перешли в контрнаступление, в ходе которого немецко-фашистские войска были отброшены на исходные позиции. В период с 19 по 23 июня 1943 года сапёрный взвод 105-го инженерно-сапёрного батальона под командованием лейтенанта Н. А. Пьянкова осуществлял инженерное сопровождение наступающих частей 89-й гвардейской стрелковой дивизии. Прикрывая стрелковые подразделения от встречных танковых контрударов противника, Николай Алексеевич со своими бойцами установил за этот период 676 противотанковых мин. В районе населённых пунктов Новооскочное и Кривцово сапёры обнаружили шесть вражеских минных полей, и работая под интенсивным огнём противника, проделали десять проходов для пропуска войск и боевой техники. Силами взвода были сняты 493 немецкие мины. В период с 24 по 27 июля 1943 года лейтенант Н. А. Пьянков с группой разведчиков выполнял задание командования по разведке немецкой обороны на ближних подступах к Белгороду. Группа Пьянкова доставила ценные разведданные о численности и боевом составе частей вермахта севернее села Петропавловка, а также произвела несколько диверсий во вражеском тылу, в результате которых были взорваны две автомашины с пехотой, грузовик с боеприпасами и уничтожен пулемётный расчёт. В августе 1943 года Николай Алексеевич принимал участие в Белгородско-Харьковской операции.
После разгрома немецко-фашистских войск в Курской битве 5-я инженерная сапёрная бригада была передана в состав Степного фронта и в ходе освобождения Левобережной Украины обеспечивала продвижение его войск к Днепру. Сапёры производили разминирование дорог, оборудовали переправы и объезды, расчищали дороги, вели разведку и диверсионную работу в тылу врага. Лейтенант Н. А. Пьянков вновь отличился при форсировании реки Днепр. Работая на переправе, в период с 28 сентября по 5 октября 1943 года его взвод под непрекращающимся обстрелом противника на 4-х десантных лодках и двух малых надувных лодках переправил на плацдарм у села Сошиновка Верхнеднепровского района Днепропетровской области 3870 человек личного состава 46-й армии Юго-Западного фронта, 27 станковых пулемётов и 869 ящиков с боеприпасами. На переправе Николай Алексеевич был ранен, но через три дня уже вернулся в строй и руководил взводом при строительстве моста через Днепр в районе Верхнеднепровска.
Зимой 1944 года лейтенант Н. А. Пьянков сражался за освобождение Правобережной Украины, приняв участие в Кировоградской и Корсунь-Шевченковской операциях. Весной 1944 года 5-я инженерная сапёрная бригада обеспечивала стремительный бросок частей 3-го танкового корпуса 2-й танковой армии к Днестру в ходе Уманско-Ботошанской операции. Николай Алексеевич форсировал реки Горный Тикич и Южный Буг, в составе своего подразделения освобождал город Бельцы, затем со своим взводом работал на обустройстве переправ через Днестр. 3 и 4 апреля 1944 года, работая по 18 часов в сутки на строительстве моста в районе города Рыбница, взвод лейтенанта Пьянкова установил 150 метров рештовки, чем значительно ускорил производство основных строительных работ. При строительстве моста через Днестр в районе деревни Красный Кут, работая в холодной воде на глубине до трёх метров, Николай Алексеевич со своими бойцами за 16 часов забил 30 свай, а также изготовил 9 опор. Особо отличился лейтенант Н. А. Пьянков в ходе Ясско-Кишинёвской операции.
20 августа 1944 года 5-й механизированный корпус 6-й танковой армии, которому была придана 5-я инженерная сапёрная бригада, прорвал оборону противника западнее Ясс и начал стремительное наступление общим направлением на Бырлад. Во время наступательных действий корпуса в период с 20 по 29 августа 1944 года взвод лейтенанта Н. А. Пьянкова находился в его передовых частях и производил разведку дорог, мостов и переправ, устранял препятствия, мешавшие продвижению танков. 25 августа Николай Алексеевич выполнял боевую задачу по разведке дороги в районе города Комэнешти. Действуя на автомашинах, он со своим взводом глубоко углубился на территорию противника, в результате чего был отрезан от своего батальона. При возвращении он встретил на дороге отряд немецкой пехоты, и смело вступив в бой, неожиданной атакой разгромил его, захватив при этом 3 автомашины противника и взяв в плен немецкого майора с шестью офицерами и 20 солдат. В тот же день, обойдя все вражеские заслоны, он с группой разведчиков он вышел в расположение частей 3-го Украинского фронта, действовавшими на встречном направлении, благодаря чему с ними была установлена связь, позволившая координировать совместные усилия. В боях 25 и 26 августа под городом Комэнешти в районе населённых пунктов Сосений и Регеле-Фердинанд взвод лейтенанта Пьянкова смелыми и решительными действиями нанёс тяжёлый урон врагу, уничтожив 140 и взяв в плен 200 немецких и румынских солдат. 26 августа противник сумел в районе населённого пункта Сосений перерезать дорогу и блокировать продвижение вперёд второго эшелона 5-го механизированного корпуса. Лейтенант Пьянков получил задачу очистить дорогу от врага. Действуя с группой разведчиков на танке, Николай Алексеевич неожиданным для неприятеля ударом вклинился в оборонительные порядки неприятеля, уничтожив при этом 18 и захватив в плен 30 немецких солдат. Действия группы Пьянкова дезорганизовали немецкую оборону, что позволило танкам корпуса завершить разгром врага и расчистить участок дороги. За образцовое выполнение боевых заданий командования на фронте борьбы с немецкими захватчиками и проявленные при этом отвагу и геройство указом Президиума Верховного Совета СССР от 24 марта 1945 года лейтенанту Пьянкову Николаю Алексеевичу было присвоено звание Героя Советского Союза.
В дальнейшем Николай Алексеевич в составе своей бригады, 20 сентября 1944 года переименованной в 5-ю горную инженерную сапёрную бригаду, сражался на территории Венгрии (Дебреценская и Будапештская операции), освобождал Чехословакию (Братиславско-Брновская и Пражская операции). Боевой путь он завершил в освобождённой Праге. После окончания Великой Отечественно войны Н. А. Пьянков продолжил службу в вооружённых силах СССР. Окончив в 1949 году высшую офицерскую инженерную школу, Николай Алексеевич до 1957 года служил в инженерных частях Советской Армии. В запас он уволился в звании майора. Жил и работал в городе Алексеевке Белгородской области. Умер 29 января 1999 года. Похоронен в Алексеевке.

## Награды
- Медаль «Золотая Звезда» (24.03.1945);
- орден Ленина (24.03.1945);
- два ордена Отечественной войны 1-й степени (18.06.1944; 11.03.1985);
- орден Отечественной войны 2-й степени (05.08.1943);
- орден Красной Звезды (12.04.1943);
- медали, в том числе:
  - медаль «За оборону Сталинграда»;
- именные золотые часы (1965).

## Память
- Именем Героя Советского Союза Н. А. Пьянкова названа улица в деревне Мокрецово и деревне Мелентьево.

## Документы
- Общедоступный электронный банк документов «Подвиг Народа в Великой Отечественной войне 1941—1945 гг.» Дата обращения: 27 августа 2013. Архивировано из оригинала 13 марта 2012 года.

Представление к званию Героя Советского Союза. Дата обращения: 27 августа 2013. Архивировано 15 сентября 2013 года.
Указ Президиума Верховного Совета о присвоении звания Героя Советского Союза. Дата обращения: 27 августа 2013. Архивировано 15 сентября 2013 года.
Орден Отечественной войны 1-й степени (наградной лист и приказ о награждении от 18.06.1944). Дата обращения: 27 августа 2013. Архивировано 15 сентября 2013 года.
Орден Отечественной войны 1-й степени (информация из карточки награждённого к 40-летию Победы). Дата обращения: 27 августа 2013. Архивировано 15 сентября 2013 года.
Орден Отечественной войны 2-й степени (наградной лист и приказ о награждении). Дата обращения: 27 августа 2013. Архивировано 15 сентября 2013 года.
Орден Красной Звезды (наградной лист и приказ о награждении). Дата обращения: 27 августа 2013. Архивировано 15 сентября 2013 года.